# Stenipo torpens
Stenipo torpens är en insektsart som beskrevs av Jacobi 1909. Stenipo torpens ingår i släktet Stenipo och familjen dvärgstritar. Inga underarter finns listade i Catalogue of Life.